# Juan José Aizcorbe Torra
Juan José Aizcorbe Torra, né le 9 juillet 1959, est un avocat, homme d'affaires et homme politique espagnol, membre de Vox.
Il est élu député dans la circonscription de Barcelone lors des élections générales de novembre 2019

## Biographie

### Carrière professionnelle
Juan José Aizcorbe Torra a été l'avocat des descendants de Francisco Franco dans un procès, qu'il gagne, sur la propriété des sculptures du porche de la Gloire de la cathédrale de Saint-Jacques-de-Compostelle. Il a également été consultant pour de nombreuses entreprises dans le domaine du droit.
Il a été directeur général  du Groupe Intereconomía et membre du conseil d'administration de plusieurs entreprises (Sociedad Gestora de Televisión, Grupo Negocios y Publicaciones, groupe Ercros, etc).

### Activités politiques
Il est candidat sur la liste de l'organisation néofasciste Fuerza Nueva pour les élections générales de 1982.
En 1995, il rejoint le Parti populaire, dont la branche catalane est dirigée par Alejo Vidal-Quadras, et en devient l'un des cadres régionaux. Il est candidat à la direction du PP à Barcelone en 1997 mais n'est pas élu. 
Lors des élections générales anticipées du 10 novembre 2019, il est élu député au Congrès des députés pour la XIVe législature dans la circonscription de Barcelone avec le parti Vox.